# Скабка (фільм)
«Скабка» (англ. Splinter) — американський фільм жахів 2008 року, знятий режисером Тобі Вілкінсом.

## Зміст
Дивна і мерзенна істота, що складається з кривавої плоті та шипів, нападає на бензозаправника. Згодом сюди приїздять дві пари — біолог з дружиною та злочинець з подругою-наркоманкою. Ці четверо вже зіткнулися з дивним створінням на дорозі, але змогли втекти. А тут на них нападе ожилий кривавий труп бензозаправника. І це тільки початок у нелегкій битві нерівних сил.

## Ролі
- Ши Віґем — Денніс Фарелл
- Пауло Костанцо — Сет Белзер
- Джилл Вагнер — Поллі Вот
- Рейчел Кербс — Лейсі Белайсл
- Чарльз Бейкер — Блейк Шерман-молодший
- Лорел Вітсетт — шериф Террі Френкель